# Denemarken op het Eurovisiesongfestival 2001
Denemarken werd op het Eurovisiesongfestival 2001 in Kopenhagen vertegenwoordigd door Rollo & King met het lied Never ever let you go. Het was de 32ste deelname van Denemarken aan het songfestival. 
De inzending werd gekozen op 17 februari 2001 tijdens de Dansk Melodi Grand Prix, gezongen in het Deens als Der står et billede af dig på mit bord. Voor het songfestival werd het lied in het Engels gezongen.

## Resultaat
De Dansk Melodi Grand Prix werd dit jaar gehouden in het Conference Centre in Herning en werd gepresenteerd door Keld Heick. In totaal namen er tien artiesten deel aan deze finale. In de eerste ronde vielen vijf artiesten af, en in de tweede ronde werd de winnaar gekozen door een jury en de kijkers.
| Startplaats | Lied                                     | Artiest                        | Punten | Plaats |
| ----------- | ---------------------------------------- | ------------------------------ | ------ | ------ |
| 1           | "Drømmer om dig"                         | Parber Kerstein Band           | -      | -      |
| 2           | "Mit hjerte det banker"                  | Anita Lerche & Simon Munk      | -      | -      |
| 3           | "Sha la li sha la lej"                   | Katrine Daugaard               | 28     | 5      |
| 4           | "Tog jeg fejl"                           | Sanne Gottlieb                 | —      | —      |
| 5           | "Et øje på dig"                          | Sanne Graulund & Ole Kibsgaard | —      | —      |
| 6           | "Lidt etfer lidt"                        | Johnny Hansen                  | —      | —      |
| 7           | "I Australien"                           | baSix                          | 42     | 2      |
| 8           | "Hvis du tænker lidt på mig"             | Anne Murillo                   | 38     | 3      |
| 9           | "Som on det var i går"                   | Helge Engelbrecht              | 34     | 4      |
| 10          | "Der står et billede af dig på mit bord" | Rollo & King                   | 58     | 1      |

## In Kopenhagen
Na de Deense overwinning van 2000 vond het Eurovisiesongfestival dit jaar plaats in Kopenhagen. Denemarken moest tijdens het festival aantreden als 23ste en laatste, na Griekenland. Aan het einde van de puntentelling bleek dat Rollo & King op de tweede plaats waren geëindigd met 177 punten, met 21 punten achterstand op het winnende Estland.
De inzending ontving zes keer het maximum van 12 punten.
België deed niet mee in 2001 en Nederland had 10 punten over voor deze inzending.

### Gekregen punten

#### Finale
| 12 punten                                                       | 10 punten                                                       | 8 punten   | 7 punten                  | 6 punten                         |
| --------------------------------------------------------------- | --------------------------------------------------------------- | ---------- | ------------------------- | -------------------------------- |
| - Duitsland - Estland - IJsland - Ierland - Kroatië - Noorwegen | - Letland - Nederland - Slovenië - Verenigd Koninkrijk - Zweden | - Portugal | - Israël - Polen - Spanje | - Griekenland - Litouwen - Malta |
| 5 punten                                                        | 4 punten                                                        | 3 punten   | 2 punten                  | 1 punt                           |
|                                                                 | - Frankrijk - Turkije                                           |            |                           |                                  |

### Punten gegeven door Denemarken

#### Finale
Punten gegeven in de finale:
| 12 punten | Malta                 |
| 10 punten | Zweden                |
| 8 punten  | Estland               |
| 7 punten  | Bosnië en Herzegovina |
| 6 punten  | Frankrijk             |
| 5 punten  | Griekenland           |
| 4 punten  | Duitsland             |
| 3 punten  | Turkije               |
| 2 punten  | IJsland               |
| 1 punt    | Polen                 |

1957 · 1958 · 1959 · 1960 · 1961 · 1962 · 1963 · 1964 · 1965 · 1966 · 1967-1977 · 1978 · 1979 · 1980 · 1981 · 1982 · 1983 · 1984 · 1985 · 1986 · 1987 · 1988 · 1989 · 1990 · 1991 · 1992 · 1993 · 1994 · 1995 · 1996 · 1997 · 1998 · 1999 · 2000 · 2001 · 2002 · 2003 · 2004 · 2005 · 2006 · 2007 · 2008 · 2009 · 2010 · 2011 · 2012 · 2013 · 2014 · 2015 · 2016 · 2017 · 2018 · 2019 · 2020 · 2021 · 2022 · 2023 · 2024 · 2025